# Filip Stojanović
Filip Stojanović (serb. cyr. Филип Стојановић, ur. 19 maja 1988 w Belgradzie) – serbski piłkarz występujący na pozycji defensywnego pomocnika w serbskim klubie Budućnost Dobanovci.

## Sukcesy

### Klubowe
FK BASK
- Mistrz Prvej ligi: 2010/2011

Radnik Surdulica
- Mistrz Prvej ligi: 2014/2015